# 블라디미르 카나이킨
블라디미르 알렉세예비치 카나이킨(러시아어: Владимир Алексеевич Канайкин, 1985년 3월 21일 ~ )은 러시아의 육상 선수이다.

## 인물 정보
2008년 8월 5일에 카나이킨과 훈련 파트너 세르게이 모로조프, 빅토르 부라예프, 알렉세이 보예보딘이 모두 EPO 양성 반응을 보인후, 선수 자격 정지 징계를 받았다. 약물 검사는 2008년 4월에 실시되었고 도핑으로 입증되었다. 그는 2011년 대구 세계 육상 선수권 대회 남자 20km 경보에서 1시간 20분 27초로 은메달을 땄다.